# Persönliche Rufnummer
Die von der Bundesnetzagentur vergebene Persönliche Rufnummer bezeichnet eine Telefonnummer mit den Vorwahlen 0700 und 0701, die nicht einem bestimmten Anschluss oder Ort zugeordnet ist, sondern die flexibel an beliebige Anschlüsse weitergeleitet werden kann. Damit kann der Inhaber beispielsweise tagsüber und abends unter derselben Telefonnummer erreichbar sein, obwohl er den Anruf an unterschiedlichen Orten entgegennimmt. Ebenso bleibt die Telefonnummer auch längerfristig, zum Beispiel nach Umzügen, dieselbe. Daher wird sie auch als „persönliche Rufnummer fürs Leben“ beworben. Sie ist, im Gegensatz zu Service-, Festnetz- und Mobilrufnummern, im Eigentum des Besitzers.

## Situation in Deutschland

### Umsetzung
In Deutschland werden Telefonnummern mit der Vorwahl 0700 (und als Reserve 0701) verwendet. Eine 0700-Rufnummer kann von der Bundesnetzagentur auf Anfrage an Privatpersonen und juristische Personen gegen eine einmalige Gebühr (52,60 €) vergeben werden. Der Antragsteller kann die achtstellige Nummer frei unter den nicht vergebenen Nummern auswählen und daher auch eine Rufnummer für die Buchstabenwahl („Vanity-Rufnummer“) erhalten. Die Nummerierungslänge beträgt in Deutschland 12 Ziffern, also: 0700 (4 Ziffern) + xxxxxxxx (8 Ziffern) = 12 Ziffern.
Es handelt sich also um eine persönliche, lebenslang gültige und im Eigentum des Inhabers befindliche Rufnummer. Sie ist zunächst nicht mit einem Anschluss verknüpft. Die Zuordnung zu einem Anschluss muss auf Antrag des Nummerninhabers von einer Telefongesellschaft vorgenommen werden, die dafür in der Regel eine monatliche Gebühr erhebt. Anrufe an die 0700-Nummer werden dann an den oder die zugeordneten Anschluss/Anschlüsse weitergeleitet. Die zugeordneten Anschlüsse kann der Rufnummerninhaber jederzeit ändern, auf völlig beliebige Ziele im In- und Ausland, im Fest- und Mobilfunknetz („Routing“). Der Inhaber kann das „Routing“ auch so steuern, dass nacheinander beliebige Anschlüsse angesprochen werden, so dass seine Erreichbarkeit im Vergleich beispielsweise zu einer einfachen Festnetznummer sehr hoch ist. Der Anrufer merkt dies währenddessen nicht, er hört den gewöhnlichen Freiton.
Das Verfügungsrecht über eine 0700-Nummer bleibt in jedem Fall beim Inhaber und geht nicht auf die Telefongesellschaft über. Wenn eine 0700-Nummer für eine gewisse Zeit nicht genutzt wird – also keinem Anschluss zugeordnet ist –, kann die Netzagentur sie einziehen und neu vergeben.
Das Informationsportal Teltarif.de kritisiert, dass die Nummern insbesondere aus dem Ausland teilweise noch nicht erreichbar seien.

### Gebühren
Seit 1. Dezember 2021 reguliert das neue Telekommunikationsgesetz die Anrufe zu 0700-Rufnummern auf maximal 9 Cent pro Minute, unabhängig ob vom Festnetz oder aus einem Mobilfunknetz angerufen wird.

### Geschichte
Die 0700-Nummern wurden Ende der 1990er Jahre eingeführt. Im ersten Halbjahr 2019 waren in Deutschland 123.017 solcher Nummern vergeben. Als Gründe für die geringe Adaption wurden von Teltarif.de hohe Gebühren, von der Frankfurter Allgemeinen Zeitung zudem Bürokratie und „ein kompliziertes System“ genannt.
2020 forderte die Interessengemeinschaft der Besitzer von 0700-Rufnummern (IG 0700) dass die Tarife für die Anwahl der 0700 in Pauschaltarife inkludiert werden oder wie ein Festnetz- oder Mobilfunkgespräch abgerechnet werden. Im selben Jahr stellten mit Telekom und 1&1 zwei größere Anbieter das Hosting von 0700-Nummern ein. Laut der IG 0700 gibt es Stand 2021 noch vierzehn Unternehmen, die diesen Service anbieten.

### Alternative Dienste
Die persönliche Rufnummer ist bisher nur begrenzt erfolgreich, vermutlich durch die hohen Gesprächskosten, die Anrufer abschrecken, oder weil 0700-Rufnummern fälschlicherweise als Mehrwertnummern wahrgenommen wurde. Der Gesetzgeber hat hier im Jahr 2021 durch eine Regulierung für mehr Klarheit gesorgt, 0700-Rufnummern sind jedoch weiterhin nicht in Pauschaltarifen enthalten.
Es gibt zwar keine alternativen Dienste mit vergleichbaren Merkmalen, für viele Zwecke, wo die Weiterleitung an unterschiedliche Standorte im Vordergrund steht, steht aber mit Internettelefonie ein ausreichender Ersatz zur Verfügung.
Die Anmeldung muss bei der Bundesnetzagentur erfolgen, die Zuteilung wird ebenfalls durch diese vorgenommen, die Anmeldegebühr liegt bei 62,50 € (Stand 05/2021). Die laufenden Kosten für die Bereitstellung der Rufnummer durch einen Anbieter variieren, Basisleistungen sind oft kostenlos.
Viele Internettelefonie-Anbieter ermöglichen ebenfalls Weiterleitungen an beliebige Ziele, teilweise auch ins Ausland. Die Weiterleitungen lassen sich jedoch weniger differenziert einrichten. Die Weiterleitung an Festnetzanschlüsse ist meist kostenpflichtig, allerdings lassen sich die meisten Internettelefonanschlüsse ortsunabhängig in Verbindung mit einem beliebigen Internetzugang nutzen („nomadische Nutzung“), eine reguläre Weiterleitung entfällt dann. Die Kosten für die Weiterleitung an Mobilfunkanschlüsse sind mit denen der 0700-Anschlüsse vergleichbar. Einige Anbieter ermöglichen die Anmeldung mehrerer Geräte unter einem Nutzerkonto (Parallelruf). Dem Anrufer werden in der Regel Gebühren zum Festnetztarif (Ortsrufnummer) berechnet. Bei einigen Anbietern stehen mit 032 auch ortsunabhängige Internet-Rufnummern zur Verfügung, die aber hinsichtlich Routing und Tarifierung nachteilig sind.
Auch verschiedene Mobilfunkanbieter ermöglichen die Weiterleitung an externe Festnetz- oder Mobilfunknummern. Mit Sipgate One war weiterhin ein Mobilfunkprodukt verfügbar, das kostenlos und parallel an jeweils einen Festnetz-, Mobilfunk- und Skype-Anschluss weiterleitete. Der Dienst wurde noch während der Betaphase eingestellt.

## Persönliche Rufnummern in anderen Ländern
- Weltweit persönliche Rufnummern: +878
- In der Schweiz betreibt die FirstCom Group GmbH die Dienstleistung OneNumber (Vorwahl 0878). Sie wurde 1998 von der Swisscom gestartet und 2001 von der FirstCom übernommen.
- Eingestellt: europaweit persönliche Rufnummern im Europäischen Telefonnummerierungsraum (+3883-7-XXX-XXX-XXX)